# الساندرو آتزنی
الساندرو آتزنی (انگلیسی: Alessandro Atzeni؛ زادهٔ ۱ ژانویهٔ ۱۹۸۰) بازیکن فوتبال اهل ایتالیا است.
از باشگاه‌هایی که در آن بازی کرده‌است می‌توان به باشگاه فوتبال فیورنتینا اشاره کرد.